# Риндюк Валентина Петрівна
Валентина Петрівна Риндюк (народилася 3 жовтня 1935 року в смт Чернігівка Запорізької області) — український педагог. Заслужений вчитель УРСР (1988).

## Біографічні відомості
1957 року закінчила Чернівецький університет. Валентину Петрівну направили на роботу в Новоселицьку середню школу № З вчителькою біології. Понад 43 роки віддала роботі з дітьми. Виробила свою систему, яка забезпечує високу ефективність кожного уроку, навчання і виховання в цілому. Від 1965 року — керівник районного методичного об' єднання вчителів біології.
Нагороджена ювілейною ленінською медаллю, медаллю «Ветеран праці», відмінник народної освіти України, вчитель-методист. За багаторічну сумлінну роботу в галузі народної освіти та активну участь у громадському житті Президія Верховної Ради Української РСР Указом від 31 серпня 1984 року нагородила її Грамотою. Почесне звання «Заслужений вчитель Української РСР» надано Указом Президії Верховної Ради Української РСР від 1 листопада 1988 року.